# Яновицький Едгард Григорович
Яновицький Едгард Григорович (5 квітня 1937 — 23 червня 2016) — український астроном, фахівець з переносу випромінювання в атмосферах планет, лауреат премії НАНУ ім. М. П. Барабашова (1993) та державної премії України (2003).

## Біографія
Народився в Києві 5 квітня 1937 року.
1959 року закінчив Харківський державний університет. Після закінчення університету працював в об'єднаній науково-дослідній лабораторії Артилерійської радіотехнічної академії імені маршала Л. О. Говорова.
1962 почав працювати в Головній астрономічній обсерваторії (ГАО) і поступив в аспірантуру обсерваторії. Його науковим керівником був академік Віктор Соболєв з Ленінградського університету. 1965 року в Ленінградському університеті Яновицький захистив кандидатську дисертацію «Деякі задачі теорії розсіювання світла в атмосферах планет». 1982 року там само він захистив докторську дисертацію «Поле випромінювання в неоднорідних планетних атмосферах». Працював в ГАО головним науковим співробітником.
Підготував багатьох молодих вчених, які потім працювали в різних нукових установах України, Росії, Німеччини і США. Був членом редколегій журналів Journal of Quantitative Spectroscopy and Radiative Transfer і Кінематика і фізика небесних тіл, членом експертної ради з астрономії Вищої атестаційної комісії України і заступником голови спеціалізованої вченої ради ГАО.
Помер в Києві після тривалої хвороби 23 червня 2016 року.

## Наукові дослідження
Едгард Яновицький спеціалізувався на теорії переносу випромінювання в атмосферах планет.
Він зміг сформулювати для них узагальнений принцип інваріантності і на його основі побудувати аналітичну теорію переносу випромінювання в неоднорідних атмосферах, відкрив глобальну горизонтальну регулярну неоднорідність хмарового шару Венери, показав існування представлення рівняння переносу випромінювання в новій так званій Q-формі. Роботи Яновицького та його учнів відкрили шлях строгому аналізу спектрофотометричних і спектрополяріметричних спостережень планет з метою визначення хімічного складу їхніх атмосфер і властивостей їхних хмарних частинок. Спираючись на свої моделі атмосфер і на закони дифузного відбиття світла поверхнями безатмосферних тіл, вони Яновицького і його учні створили оптичні моделі Місяця, Меркурія, Венери, Марса, Юпітера і Сатурна.
Яновицький написав понад 100 наукових праць, а також монографію «Розсіювання світла в неоднорідних атмосферах», опубліковану 1995 року в російськомовному варіанті, а 1996 року видавництвом Springer — в англомовному варіанті.

## Нагороди та визнання
- Бронзова медаль Виставки досягнень народного господарства СРСР (1978)[1]
- Премія НАНУ ім. М. П. Барабашова за серію праць «Роль поверхневих ефектів у діагностиці оптичних властивостей і електронної структури матеріалів та поляризаційні методи їх дослідження», спільно з Леонідом Поперенком і Ігорем Шайкевичем (1993)[4]
- Державна премiя України в галузi науки і технiки за цикл досліджень «Розробка теоретичних основ та унікальної спостережної бази в Голосієві та на піку Терскол для досліджень Сонця та тіл Сонячної системи» (2003)